# Ibaste
Koordinaten: 58° 14′ N, 27° 7′ O
Ibaste (deutsch Ibbaste) ist ein Dorf (estnisch küla) im Südosten Estlands. Es gehört zur Gemeinde Põlva (bis 2017 Ahja) im Kreis Põlva.

## Einwohnerschaft, Lage und Geschichte
Das Dorf hat 41 Einwohner (Stand 31. Dezember 2011).
Der Ort liegt 28 Kilometer südöstlich der Stadt Tartu am Fluss Ahja (Ahja jõgi). Er wurde erstmals im Jahr 1419 unter dem Namen Yppas urkundlich erwähnt.